# 生物圏

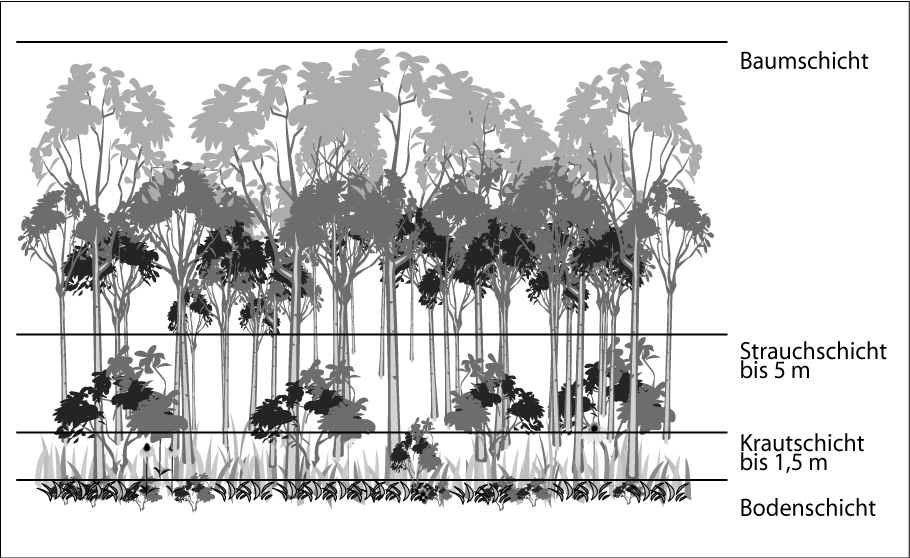
森林の階層構造。上から高木層、低木層、草本層、地表層。

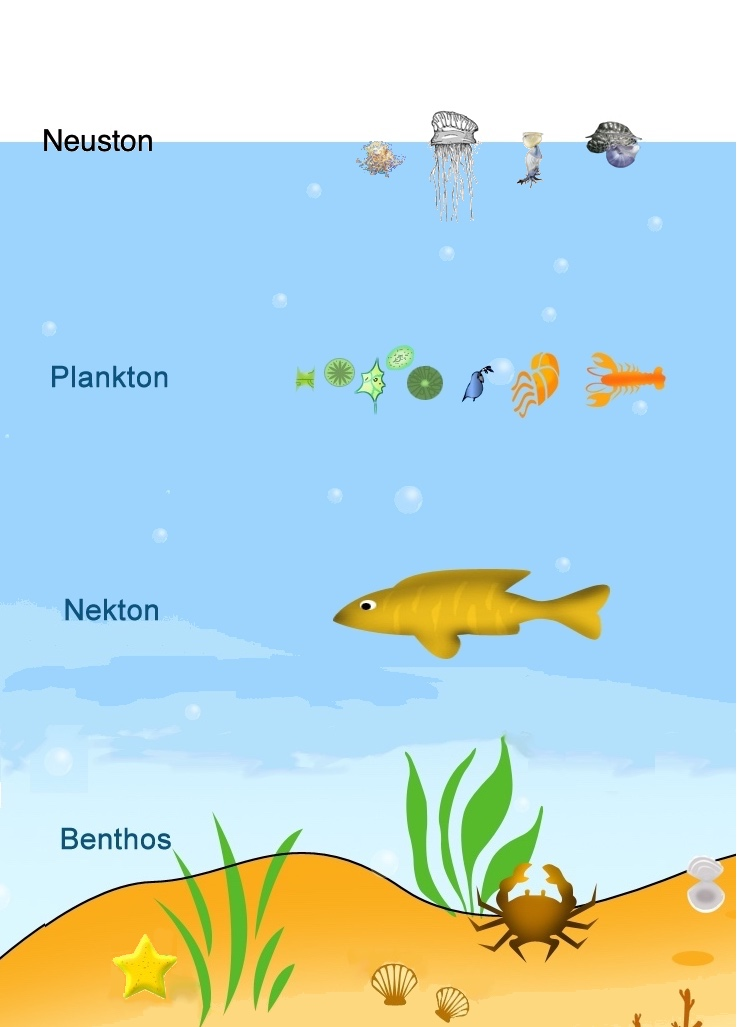
水生生物の生活型。上から水表生物(Neuston)、浮遊生物(Plankton)、遊泳生物(Nekton)、底生生物(Benthos)。

生物圏（せいぶつけん、英: biosphere）は、地球の生物の層である。

## 概要
一般的には、生物が存在するその領域全体および含まれる構成要素（生物・非生物）の相互作用の総体を指す。より狭義の意味に用いて、その空間に含まれる生物（生物相・生物量・生物群集）のみを指すこともある。
地球科学では地球の表層領域を水圏、大気圏、岩石圏に区分する。生物圏はこれらの領域に重なり、地表や地中のみならず、大気圏、水圏に広がる。生物と非生物の相互作用で成り立っている環境の系を生態系と呼ぶが、生物圏とは地球環境全領域に広がる生態系の総体、及びそれが占める範囲とも定義できる。あらゆる生物の中でも特に微生物の存在範囲は非常に広く、深海や大気の上層から、地中まで広がっている。
生物圏の概念は、地球科学や生態学に関連する学術分野（地球物理学・生物地理学・地質学・水文学など）で共通のものである。生物圏の中では、水の循環・大気や海水の対流などの非生物的な要因とともに、光合成・食物連鎖・生体物質の分解などの生物活動によって、物質およびエネルギーの循環が起きている（生物地球化学的循環）。非生物的・生物的を問わず、この循環は原則的には太陽エネルギーが元となって引き起こされている。

### 用語の履歴
1885年にエドアルト・ジュースは、学術用語「生物圏」を「生命が生息する地球表面の場所」として定義した。その後、1926年にウラジミール・ベルナドスキーが、生物圏の概念を拡大、再定義し、生態学を生物圏の科学と定義した。

## 生物圏の範囲
生物の水平の分布については、極地から赤道地域まで生命の存在が認められている。動植物の分布だけについて考えるならば、地球上には「生息に不適な地域」も存在するが、極限環境微生物の発見により、生物圏は従来から考えられていた領域よりもはるかに大きいものということが理解されるようになってきた。ちなみに、「極限」という言葉は我々がよく知る動植物の側から見た見解であり、極限環境に適応した微生物にとっては極限とは限らず、動植物が生息する環境の方が彼らにとって極限になりうることに注意。
地球上の生物圏の実際の厚さは、計測が困難である。動植物の分布については、マダラハゲワシは高度12,000メートルで飛んでいたものが飛行機のジェットエンジンに吸い込まれたという記録があり、エベレスト（ヒマラヤ山脈）をも越えて移動していくことが知られているインドガンも飛行高度が9,000メートルに達する。深海魚については、水深 8,372mのプエルトリコ海溝で発見された例がある。生物圏は数種の生物群系に分けられ、各地に類似した植物相と動物相が分布する。地上では、生物群系は主に緯度によって切り分けられる。北極圏または南極圏の範囲にある陸地の生物群系では動植物があまりおらず、赤道付近には生物数が多い生物群系が存在する。
微生物の分布を考えると、さらに生物圏の範囲が広がる。培養可能な微生物としては、高度41kmでの発見例がある。この高度の紫外線・温度・大気成分を考慮すると、その微生物がその高度で繁殖する可能性は低いが、生きた状態で運ばれてきたことは否定できない。また、深海でも極限環境微生物が発見されており、高温・高圧の条件に適応している。また、地中においては、スウェーデンの深度 5km以下の地殻にある 65-75°Cの岩の間から、培養可能な好熱性微生物が発見されている。地殻においては、深度が深くなるに連れて、温度の上昇が急になることが知られている。その増加の割合は、岩のタイプほか様々な要因に左右される。2008年時点で知られているもっとも高温に耐える古細菌 Methanopyrus kandleri strain 116は 122°Cで生育が可能なため、地下の微生物の分布は深さより温度に左右される可能性もある。地下に存在する生物圏は深部地下生物圏（deep biosphere）と呼ばれ、生命の限界を探るための重要な研究対象となっている。

## 生物圏と地球史
現在の地球の環境は、生物圏の歴史、すなわち生物の歴史・進化と切り離して議論することはできない。
約38億年前（地球誕生後約8億年）にできた堆積岩が確認されていることから、この頃までには海が形成されたと考えられている。当時の大気には酸素分子は含まれておらず、二酸化炭素が多量に含まれていた。その後、遅くとも約35億年前には生命が誕生したと考えられている。約24億年前までに酸素発生型光合成を行うシアノバクテリアが誕生すると、代謝の副産物として酸素分子が大気圏に蓄積され、次第に現在の大気成分構成へと変化を遂げてきた。また、酸素が太陽紫外線を受けてオゾンとなりオゾン層が形成された。このことは、生物が陸上に進出できるようになった要因の一つであると考えられている。さらには、植物・動物その他の生命が陸上に進出することによって、生物遺体の分解物が、陸上の土壌層および土中の生物相に影響を与えた。このように、地球の表層環境は生物と共進化の関係にあり、地球環境の将来も生物・生物圏の変化と密接に関わっている。

## バイオスフィア2

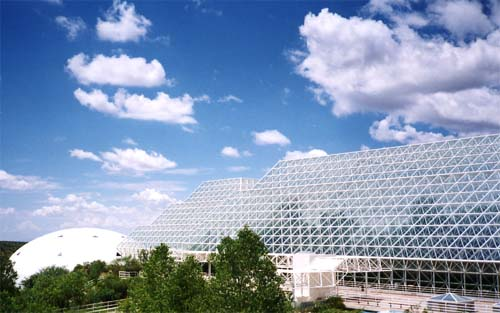
バイオスフィア2
左奥のドームは気圧調整室（1999年撮影）

1990年代に人為的な閉鎖生態系（生物圏）を構築する試みとして、アメリカ合衆国アリゾナ州で、バイオスフィア2の実験が行われた。100年間実験を継続する予定であったが、最初は2年間、次に6ヶ月間の実験期間で終了することとなった。実験を通じ、大気中の酸素量の予想外の低下など、さまざまな学問的知見が得られた。この実験を通じて、人工生態系を構築・維持することが非常に困難であると理解された。その後、バイオスフィア2の施設はアリゾナ大学に売却され、研究活動に利用されている。日本でも、閉鎖空間での長期間滞在実験が試みられている。

## 影の生物圏
人類が理解できているタイプの生命とは異なる仕組みで成り立っている仮想的な生命群をさして、影の生物圏（shadow biosphere）と呼ぶ場合がある。仕組みが根本的に異なるため、人類からは生命として認識されていない可能性があるという意味で「影」と呼ばれる。影の生物圏の候補としては、例えばDNAの代わりにRNAを遺伝物質として用いる生物（特に微生物）が考えられる。我々が知る通常の生物の検出にはリボソームと呼ばれる生物固有の物質の有無を調べる。しかし、DNAを用いない生物は我々が知るようなリボソームに基づく通常の生化学系を持たないと予想されるため、通常の方法では検出できていない可能性がある。RNAを用いる仮説上の生物は、RNAワールド仮説に基づいた生命の進化を想定するならば、DNA出現以前の太古の生命（または生命の前段階）の子孫と考えることもできる。この他にも、通常の生命がもつ生化学とは異なる「代わりの生化学」について、複数の仮説が提案されている。ただし2021年現在のところ、影の生物圏の存在を示唆する証拠はない。
影の生物圏が地球上に実際に存在するかどうかは別として、通常の生命とは異なる生命の理論的検証や人工的合成の試みは、合成生物学（synthetic biologyまたはxenobiology）の主要テーマの一つでもある。